# MacOS Ventura
macOS Ventura (версія 13) — дев'ятнадцятий основний випуск macOS, настільної операційної системи Apple для комп'ютерів Macintosh. Представлений 6 червня 2022 року на Apple Worldwide Developers Conference 2022 як наступник macOS Monterey. Названий на честь міста Вентури в Каліфорнії, відповідно до системи імен, яка почалася з macOS Mavericks.
Перша версія для розробників була випущена 6 червня 2022 року, а публічна бета-версія, як очікується, стане доступною в липні. Повноційнний реліз був випущений 24 листопада 2022 року.

## Історія

### Оновлення
Перша бета-версія для розробників macOS 13 Ventura була випущена 6 червня 2022 року.
| Версія             | Збірка   | Дата випуску      | Примітка                            |
| ------------------ | -------- | ----------------- | ----------------------------------- |
| 13.0 beta 1        | 22A5266r | 6 червня 2022     | macOS 13 Ventura Beta Release Notes |
| 13.0 beta 2        | 22A5286j | 22 червня 2022    |                                     |
| 13.0 beta 3        | 22A5295h | 6 липня 2022      |                                     |
| 13.0 beta 3 Update | 22A5295i | 11 липня 2022     |                                     |
| 13.0               |          | 24 листопада 2022 |                                     |

Легенда:   Минулі   Поточна   Beta

## Нові функції та зміни
macOS Ventura містить ряд змін і нових програм, багато з яких пов'язані з продуктивністю. Ці зміни включають:
- «Погода» для Mac
- «Годинник» для Mac: програма, яка відображає світовий час і управляє будильниками, секундомірами та таймерами
- Stage Manager, новий інструмент для організації вікон на робочому столі
- Покращення пошуку, організації електронної пошти та форматування в «Пошті»
- Розширені результати пошуку в Spotlight
- Нова версія Safari, яка включає спільні групи вкладок і паролі, технологію для керування обліковими записами без пароля
- Оновлення «Повідомлень», які дозволяють редагувати та скасовувати надсилання останніх iMessage
- Handoff для FaceTime: можливість передавати поточний дзвінок між кількома пристроями Apple
- Нові функції для відеоконференцій, зокрема можливість бездротового використання iPhone як вебкамери
- «Системні параметри» були повністю змінені, тепер програма перейменована на «Системні налаштування» в дизайні «Параметрів» iOS та iPadOS
- Спільна бібліотека фотографій iCloud, яка дозволяє кільком людям (членам iCloud Family Sharing) додавати, редагувати та видаляти фотографії в одній бібліотеці фотографій
- Перероблена інформаційна панель Game Center[en]
- Freeform, програма для продуктивності, як дошка для спільної роботи в реальному часі
- Підтримка маршрутів із кількома зупинками в «Картах»
- Оновлений дизайн Siri

## Підтримувані пристрої
macOS Ventura не можна буде встановити на різних комп'ютерах Mac, випущених з 2013 по 2017 рік. macOS Ventura підтримується на наступних моделях Mac:
- iMac (2017) та новіші
- iMac Pro
- MacBook Air (2018) та новіші
- MacBook Pro (2017) та новіші
- Mac Pro (2019)
- Mac mini (2018) та новіші
- MacBook (2017)
- Mac Studio (2022)